# Nigritomyia andamanensis
Nigritomyia andamanensis är en tvåvingeart som beskrevs av Das, Sharma och Dev Roy 1984. Nigritomyia andamanensis ingår i släktet Nigritomyia och familjen vapenflugor. Inga underarter finns listade i Catalogue of Life.